# هيروكو إيشي
هيروكو إيشي (باليابانية: 石井寛子؛ بالكانا: いしい ひろこ) هي دراجة يابانية، ولدت في 9 يناير 1986 في سايتاما في اليابان.

## وصلات خارجية
- هيروكو إيشي على موقع أرشيف الدراجات (الإنجليزية)
- هيروكو إيشي على موقع CycleBase (الإنجليزية)